# Artaserse (Cimarosa)
Artaserse és una òpera en tres actes composta per Domenico Cimarosa sobre un llibret italià de Pietro Metastasio. S'estrenà al Teatro Regio de Torí el 26 de desembre de 1784.